# أيان ساداكوف
ايان فياكوف ساداكوف (بالبلغارية: Аян Фякoв Садъков)‏ (من مواليد 26 سبتمبر 1961 - 1 يوليو 2017) هو لاعب كرة قدم بلغاري سابق وكان ضمن تشكيلة المنتخب البلغاري في كأس العالم لكرة القدم 1986.

## مسيرته الكروية
لعب أيان ساداكوف خلال مسيرته الاحترافية مع 3 أندية في عشرون موسمًا وسجل خلالها 128 هدف ضمن 419 مباراة. ولم يفز بأي موسم بالكأس أو بالدوري.
خاض أيان ساداكوف مسيرته مع نادي لوكوموتيف بلوفديف في موسم 1977–78 في المرة الأولى ليلعب معه اثنا عشر موسمًا ثم في موسم 1991–92 واستمر معه طيلة ثلاثة مواسم، مشاركًا طوالها في 351 مباراة سجل خلالها 117 هدف. ثم انتقل إلى نادي بيلينينسش في موسم 1989–90 واستمر معه طيلة ثلاثة مواسم، حيث شارك في 48 مباراة سجل خلالها 9 أهداف. لينتقل بعدها إلى نادي بوتيف بلوفديف في موسم 1994–95 ولمدة موسمين، مشاركًا في 20 مباراة سجل خلالها هدفين.

## وصلات خارجية
- أيان ساداكوف على موقع الاتحاد الدولي (مؤرشف)  (الإنجليزية)
- أيان ساداكوف على موقع الاتحاد الأوربي (الإنجليزية)
- أيان ساداكوف على موقع قاعدة بيانات كرة القدم.إي يو (الإنجليزية)
- أيان ساداكوف على موقع ناشيونال فوتبول تيمز (الإنجليزية)